# La Vénus des mers chaudes
Pour plus de détails, voir Fiche technique et Distribution.
La Vénus des mers chaudes (Underwater!) est un film américain réalisé par John Sturges, sorti en 1955.

## Synopsis
Quelque part dans les Caraïbes, Dominique Quesada (Gilbert Roland) part, accompagné d'un ami Johnny Gray (Richard Egan), de l'épouse de celui-ci Thérésa (Jane Russell), d'un prêtre le père Cannon (Robert Keith) et de Gloria (Lorie Nelson), à la recherche de l'épave d'un galion espagnol. Échoué par les fonds depuis trois siècles, le bateau contient un fabuleux butin. Les trois aventuriers vont rencontrer bien des obstacles dans leur périlleuse chasse au trésor.

## Fiche technique
- Titre : La Vénus des mers chaudes
- Titre original : Underwater!
- Réalisation : John Sturges
- Scénario : Walter Newman d'après une histoire de Robert B. Bailey et Hugh King
- Production : Harry Tatelman
- Producteur exécutif : Howard Hughes
- Société de production et de distribution : RKO
- Directeur musical : Constantin Bakaleinikoff
- Musique : Roy Webb
- Image : Harry J. Wild
- Montage : Stuart Gilmore
- Premier assistant opérateur : Fred Koenekamp
- Direction artistique : Carroll Clark et Albert S. D'Agostino
- Décors de plateau : Darrell Silvera et John Sturtevant
- Costumes : Michael Woulfe
- Pays de production : États-Unis
- Format : couleur (Technicolor) - Son : mono (RCA Sound Recording)
- Genre : film d'aventure
- Durée : 99 minutes
- Dates de sortie :
  - États-Unis : 9 février 1955 (New York)
  - France : 14 octobre 1955

## Distribution
- Jane Russell (VF : Jacqueline Ferriere)  : Theresa Gray
- Gilbert Roland  (VF : Roger Treville) : Dominic Quesada
- Richard Egan  (VF : Jean-Claude Michel) : Johnny Gray
- Lori Nelson : Gloria
- Robert Keith  (VF : Claude Peran) : père Cannon
- Joseph Calleia (VF : Jean-Henri Chambois )  : Rico Herrera
- Eugene Iglesias : Miguel Vega
- Ric Roman : Jesus

Cascades
Jack N. Young

## Autour du film
Achevé en 1954 et sorti en 1955, le film bénéficia d'une large publicité grâce à Howard Hughes. Emmenant deux cents journalistes jusqu'à Silver Springs (en Floride), à bord d'un avion Constellation, il leur fit partager un banquet avant de les équiper de costumes de plongée et de bouteilles d'air comprimé La première projection du film se fit alors à huit mètres de profondeur, dans un petit lac au fond duquel avaient été installés des sièges et aménagée une salle de projection.
C'est le dernier film qui liait l'actrice Jane Russell au Studio de la RKO. Ce film d'aventure connut un fort succès lors de sa sortie en 1955, en raison notamment de ses nombreuses scènes d'action sous-marines étonnantes.